# Château d'Échallens
Le château d'Échallens est un château de Suisse, situé sur le territoire de la commune vaudoise d'Échallens.

## Histoire

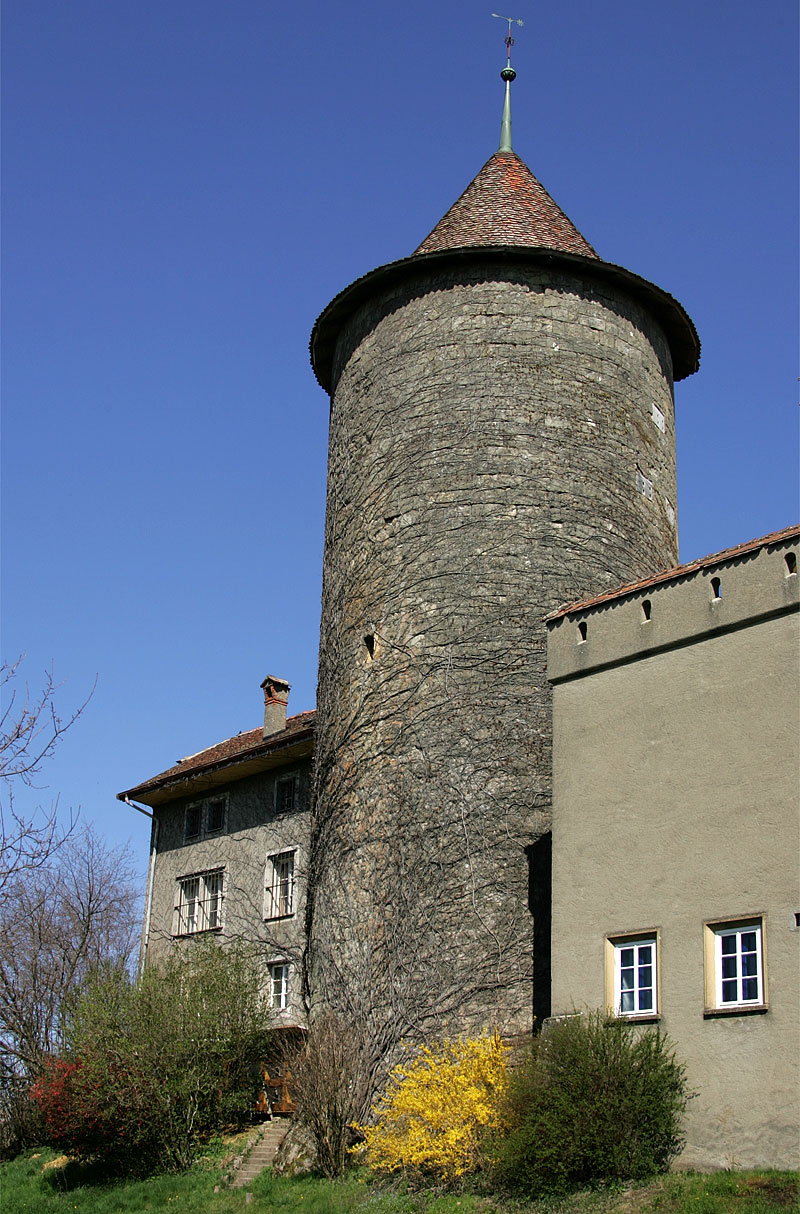
Tour du château d'Échallens

La date de construction du château n'est pas connue, mais ce qui est sûr, le château a été construit sous Amédée III de Montfaucon au XIIIe siècle. En 1424 le château devient la propriété de Louis II de Chalon-Arlay qui le fit agrandir en 1451.
Quelques années plus tard, en 1476, à la suite de la bataille de Grandson, la famille de Chalon perd possession du château qui devient la possession des bailliages communs de Fribourg et Berne. Ces derniers administreront alors le Pays de Vaud jusqu'à la révolution vaudoise.
Au XVIe siècle, le château sert de siège à la justice inférieure d'Échallens. Il y siège en effet le Tribunal féodal. Les procédures criminelles de l'ensemble du bailliage d'Échallens à l'exception d'Orbe y sont aussi réglées au château.

Le château devient propriété de l'État au XIXe siècle. En effet, depuis 1816 le château est la propriété de la commune d'Échallens. La municipalité avance notamment les arguments suivants : 

« On peut tirer un très bon parti d'une partie des bâtiments (...) une autre partie du château peut servir pour les audiences du Tribunal, de la Justice de Paix, de la Municipalité (...) que le terrain qui entoure le château est susceptible de grandes améliorations (...) »

— Municipalité de la commune d'Échallens en 1816
Toutefois, quatre ans plus tard, la commune tente de se séparer du château à cause de dettes importantes. Ce qui ne sera finalement pas fait. En 1842 le château abrite un centre de formation paramédical nommé « Diaconesses ou Sœurs de la Charité ». Cet établissement forme des « gardes-malades charitables ».
Actuellement, en plus de la municipalité, le château abrite une école enfantine. Il a aussi un temps servi d'établissement pénitentiaire.

## Situation

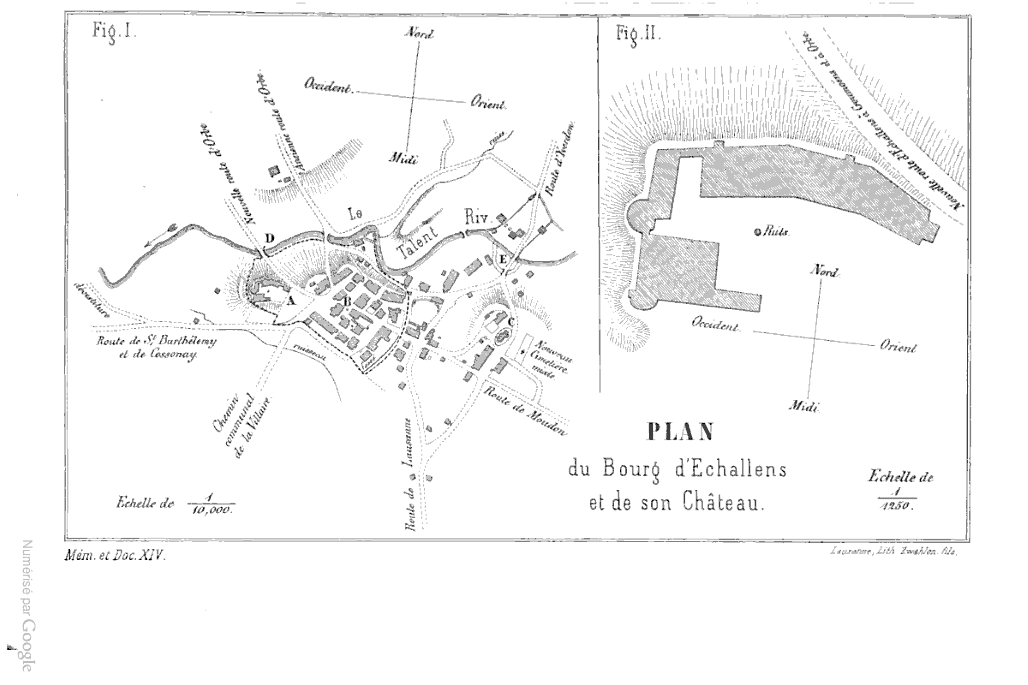
Plan historique du Bourg et du château d'Échallens

Le château d'Échallens se trouve au centre historique du bourg, entre la gare d'Échallens, au sud-est, et le Talent au nord et à l'ouest, sur une colline de molasse.